# Gunung Sipandu
Gunung Sipandu är ett berg i Indonesien.   Det ligger i provinsen Jawa Tengah, i den västra delen av landet, 400 km öster om huvudstaden Jakarta. Toppen på Gunung Sipandu är 2 198 meter över havet.
Terrängen runt Gunung Sipandu är varierad.Runt Gunung Sipandu är det tätbefolkat, med 819 invånare per kvadratkilometer. Närmaste större samhälle är Wonosobo, 19,2 km söder om Gunung Sipandu. Omgivningarna runt Gunung Sipandu är en mosaik av jordbruksmark och naturlig växtlighet.